# Poienarii Apostoli, Prahova
Poienarii Apostoli (mai vechi, Gorganul lui Apostol, Poenarii lui Apostol) este un sat în comuna Gorgota din județul Prahova, Muntenia, România.
La sfârșitul secolului al XIX-lea, satul Poenarii Apostoli era reședința unei comune formată din el și din satele Poenari și Gorgani, având în total 849 de locuitori, o școală mixtă și 2 biserici (una datând din 1820 și una din 1744). Aceasta din urmă comună a fost reorganizată la începutul secolului al XX-lea, satele Poenari și Gorgani fiind comasate în satul Poenarii Vechi. În 1968, comuna a fost desființată cu ocazia reorganizării administrative a României, iar satul Poienarii Apostoli a devenit parte a comunei Gorgota, în timp ce Poienarii Vechi a trecut la comuna Poienarii Burchii.